# Jean Bardin
Jean Bardin (Montbard, 31 ottobre 1732 – Orléans, 6 ottobre 1809) è stato un pittore francese.

## Biografia
A sedici anni si trasferì a Parigi e a diciannove entrò nell'atelier di Louis-Jean-François Lagrénée, poi in quello del fratello Jean-Jacques Legrénée, primo pittore del re. Nel 1765 ottenne il Prix de Rome con il quadro Tullia fa passare il suo carro sul corpo del padre.
Iniziò la sua carriera di pittore creandosi una favorevole reputazione con tele quali La strage degli innocenti, Il ratto delle Sabine, Le Sabine separano i Romani e i Sabini. Durante i quattro anni passati a pensione a Parigi, prima di partire per Roma, compose diversi quadri, tra i quali è notevole il San Carlo Borromeo dà la comunione agli appestati.
Raggiunta Roma nel 1768 con il giovane allievo Jean-Baptiste Regnault, vi passò i quattro anni previsti studiando la pittura italiana. Tornato a Parigi nel 1772, la regina lo incaricò di realizzare la Immacolata Concezione, per la cappella di Saint-Denis. Fece poi il Martirio di sant'Andrea, L'esaltazione di santa Teresa, e la Santa Caterina disputa con i Dottori, con il quale ottiene l'ammissione all'Académie royale.

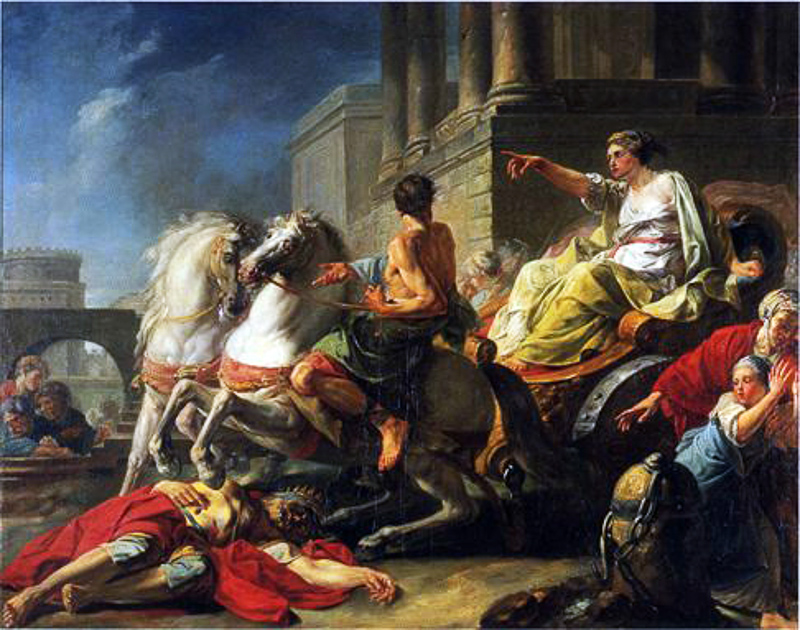
Tullia passa col carro sul corpo del padre, 1765, Landesmuseum, Magonza

Per il re realizzò l’Adorazione dei Magi, posto nella cappella di Fontainebleau, e per diversi collezionisti un San Bernardo, un San Nicola, una Resurrezione, una Madonna, una Andromaca e Astianatte sulla tomba di Ettore, una Leda, e un altro gran numero di tele, come l'insieme dei Sette sacramenti, per la certosa di Valbone. Ne completò sei, che sono oggi conservati a Nîmes.
Nel 1785, una riunione di amatori d'arte richiese all'Académie un direttore per una scuola di disegno che essi intendevano stabilire a Orléans: la scelta cadde su Bardin, che accettò e si trasferì a Orléans nell'aprile del 1786. Anche se la Rivoluzione disperse i fondatori e i protettori di Bardin, egli rimase al suo posto e si vide poi nominato membro corrispondente dell'Institut de France, membro dell'Athénée di Nîmes e infine pensionato dell'Imperatore l'8 luglio 1806.
Bardin, formato nella scuola del barocco francese, si avvicinò poi alla dominante corrente neoclassica, Ebbe una figlia, sua allieva, che operò a Orléans, e un figlio che intraprese la carriera militare e ottenne la Legione d'onore.

## Opere
- Tullie faisant passer son char sur le corps de son père
- Massacre des Innocents
- L'enlèvement des Sabines
- Sabines séparant les Romains et les Sabins
- Saint-Charles-Borromée donnant la communion aux pestiférés
- Adoration des Mages
- L'Immaculée Conception